# Anastasio Bustamante
Pour les articles homonymes, voir Bustamante.
Anastasio Bustamante y Oseguera né le 27 juillet 1780 à Jiquilpan et décédé le 6 février 1853 à San Miguel de Allende, est un homme d'État mexicain. Général au service de Agustín de Iturbide, il se rallie par la suite à la république fédérale et au président Vicente Guerrero qu'il renverse en 1829.
Il suspend la constitution et prend alors les pleins pouvoirs,. Il est chassé du pouvoir une première fois en décembre 1832 au profit de la restauration républicaine.
En 1837, il profite de l'avènement de la république centraliste pour organiser un coup d'État et ainsi reprendre le pouvoir. En mars 1839, il est renversé par Santa Anna, lui-même ancien président. Avec ses partisans, les « bustamantistes », il prend les armes contre ce dernier déclenchant une guerre civile. De retour à Mexico en juillet, il est contraint de céder le pouvoir à un gouvernement intérimaire, présidé par Francisco Javier Echeverría, en septembre 1841. Après le retour de Santa Anna au pouvoir, il est exilé en Europe et s'installe en France avant de revenir mourir au Mexique en 1853.

## Carrière militaire
Lorsqu'en septembre 1810, Miguel Hidalgo lance le Grito de Dolores, Nouvelle-Espagne, Bustamante, âgé de trente ans, exerce alors la profession de médecin à Guadalajara.
Forcé de se joindre aux partisans espagnols de Joseph Bonaparte, contre ses concitoyens insurgés et favorables au roi Ferdinand VII, il sert sous les ordres du général Félix María Calleja del Rey, et participe à la bataille du pont de Calderón, le 17 janvier 1811. Bustamante se distingue lors de cette bataille qui marque le début de sa réussite militaire. Il est alors nommé colonel.
Il devient général après s'être rallié, en 1821, au général Iturbide, futur empereur du Mexique, et lui reste fidèle jusqu'à son abdication en 1823. C'est alors le général Guadalupe Victoria qui devient le premier président de la République fédérale mexicaine. Jusqu'en 1828, Bustamante prend une part active dans les affaires de l'État.

## Au pouvoir

### Première prise du pouvoir
En 1828, il se rallie au général Vicente Guerrero qui devient président de la république après la fin du mandat de Victoria quelques mois plus-tard.
En décembre 1829, Bustamante commande une division stationnée à Jalapa, où ses soldats le choisissent pour renverser Guerrero, nouveau président désigné. Il se met en marche et s'empare de Mexico. En 1830, il prend les pleins pouvoirs, soumet le Congrès et suspend la constitution, avant d'être proclamé président. Arrivé au pouvoir, il gouverne en dictateur, emprisonnant, exilant ou exécutant les chefs libéraux, supprimant leurs journaux, se débarrassant de la résistance armée de Guerrero par une ruse qui lui permet de le faire mettre à mort en 1831.
Il conserve le pouvoir jusqu'en 1832, date à laquelle le général républicain Melchor Múzquiz le renverse. Banni du pays, il séjourne trois ans à Paris.

### Fin de l'exil et retour au pouvoir
En 1836, le Texas se déclare indépendant à la suite de l'établissement de la nouvelle république centraliste. Bustamante, traverse l'Atlantique pour offrir ses talents militaires contre cette province révoltée. À son arrivée, il est accueilli par plusieurs de ses partisans, dont des soldats, avec lesquels il marche sur Mexico et reprend le pouvoir le 19 avril 1837, rétablissant sa dictature.

### Guerre civile

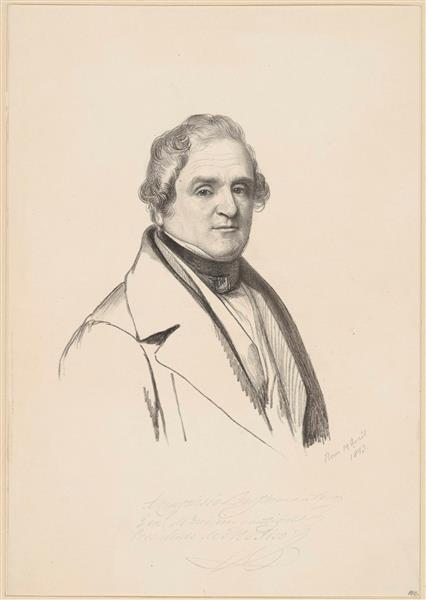
Gravure de Bustamante dans les dernières années de sa vie.

Bustamante fait montre d'un grand sang froid lorsqu'il traite avec l'amiral français Charles Baudin, lors de la guerre de la pâtisserie en 1838, puis lors du siège de Mexico par son rival, le général Santa Anna.
L'année suivante, en mars 1839, celui-ci le renverse et prend les pleins pouvoirs à son tour. Chassé, Bustamante, avec l'aide de ses fidèles et partisans, prend les armes contre Santa Anna. C'est le début d'une guerre civile entre deux factions : les « bustamantistes » et les « santanistes ». En juillet 1839, il reprend Mexico qu'il conserve difficilement face aux attaques de Santa Anna.
En septembre 1841, victime de plusieurs contestations après plusieurs défaites contre Santa Anna, il est contraint de céder le pouvoir à un gouvernement provisoire sous la présidence de Francisco Javier Echeverría, ancien ministre, qui est lui-même renversé par Santa Anna un mois plus-tard.

## Dernier exil et mort
Contraint de revenir en France à cause du retour de Santa Anna au pouvoir, il arrive à Paris en octobre 1842. Le mois suivant, il part pour l'Italie où il vit à Gênes jusqu'en 1844.
Puis, il obtient l'autorisation de revenir au pays et se retire à San Miguel de Allende, où il meurt en 1853.